# فهرست کشورها بر پایه سرانه درآمد ناخالص ملی (اسمی)
در زیر فهرستی از کشورهای جهان بر پایهٔ سرانهٔ درآمد ناخالص ملی بر اساس داده‌های ۲۰۱۸ و اعداد اسمی بر طبق روش اطلس آورده شده است. این روش شاخصی برای نمایش درآمد کشورها است که توسط بانک جهانی ایجاد شده است.

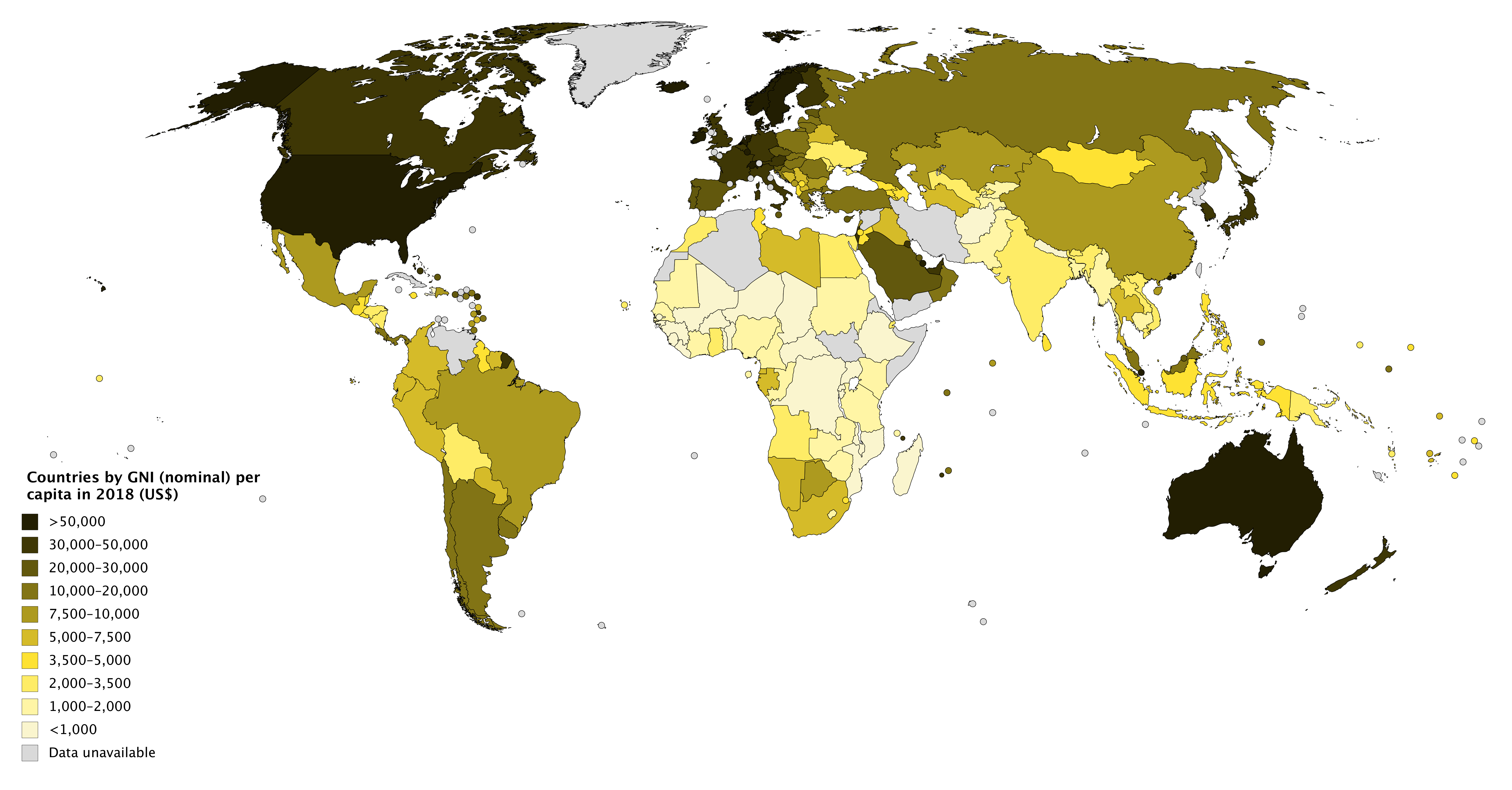
کشورهای جهان بر پایهٔ سرانهٔ درآمد ناخالص ملی محاسبه‌شده با روش اطلس (۲۰۱۸)

## فهرست کشورها و مناطق

### گروه پردرآمدها
| رتبه | کشور                | سرانه درآمد ناخالص ملی (دلار) | سال  |
| ---- | ------------------- | ----------------------------- | ---- |
| ۱    | سوئیس               | ۸۳٬۵۸۰                        | ۲۰۱۸ |
| ۲    | نروژ                | ۸۰٬۷۹۰                        | ۲۰۱۸ |
| —    | ماکائو (چین)        | ۷۸٬۳۲۰                        | ۲۰۱۸ |
| ۳    | لوکزامبورگ          | ۷۷٬۸۲۰                        | ۲۰۱۸ |
| ۴    | ایالات متحده آمریکا | ۶۲٬۸۵۰                        | ۲۰۱۸ |
| ۵    | قطر                 | ۶۱٬۱۹۰                        | ۲۰۱۸ |
| ۶    | دانمارک             | ۶۰٬۱۴۰                        | ۲۰۱۸ |
| ۷    | جمهوری ایرلند       | ۵۹٬۳۶۰                        | ۲۰۱۸ |
| ۸    | سنگاپور             | ۵۸٬۷۷۰                        | ۲۰۱۸ |
| ۹    | سوئد                | ۵۵٬۰۷۰                        | ۲۰۱۸ |
| ۱۰   | استرالیا            | ۵۳٬۱۹۰                        | ۲۰۱۸ |
| ۱۱   | هلند                | ۵۱٬۲۸۰                        | ۲۰۱۸ |
| —    | هنگ کنگ (چین)       | ۵۰٬۳۱۰                        | ۲۰۱۸ |
| ۱۲   | اتریش               | ۴۹٬۲۵۰                        | ۲۰۱۸ |
| ۱۳   | فنلاند              | ۴۷٬۸۲۰                        | ۲۰۱۸ |
| ۱۴   | آلمان               | ۴۷٬۴۵۰                        | ۲۰۱۸ |
| ۱۵   | بلژیک               | ۴۵٬۴۳۰                        | ۲۰۱۸ |
| ۱۶   | کانادا              | ۴۴٬۸۶۰                        | ۲۰۱۸ |
| ۱۷   | ژاپن                | ۴۱٬۳۴۰                        | ۲۰۱۸ |
| ۱۸   | بریتانیا            | ۴۱٬۳۳۰                        | ۲۰۱۸ |
| ۱۹   | فرانسه              | ۴۱٬۰۷۰                        | ۲۰۱۸ |
| ۲۰   | امارات متحده عربی   | ۴۱٬۰۱۰                        | ۲۰۱۸ |
| ۲۱   | اسرائیل             | ۴۰٬۸۵۰                        | ۲۰۱۸ |
| ۲۲   | نیوزیلند            | ۴۰٬۸۲۰                        | ۲۰۱۸ |
| ۲۳   | کویت                | ۳۳٬۶۹۰                        | ۲۰۱۸ |
| ۲۴   | ایتالیا             | ۳۳٬۵۶۰                        | ۲۰۱۸ |
| ۲۵   | برونئی              | ۳۱٬۰۲۰                        | ۲۰۱۸ |

| رتبه | کشور                            | سرانه درآمد ناخالص ملی (دلار) | سال  |
| ---- | ------------------------------- | ----------------------------- | ---- |
| ۲۶   | کره جنوبی                       | ۳۰٬۶۰۰                        | ۲۰۱۸ |
| ۲۷   | اسپانیا                         | ۲۹٬۴۵۰                        | ۲۰۱۸ |
| —    | جزایر تورکس و کایکوس (بریتانیا) | ۲۶٬۷۴۰                        | ۲۰۱۸ |
| ۲۸   | قبرس                            | ۲۶٬۳۰۰                        | ۲۰۱۸ |
| ۲۹   | مالت                            | ۲۶٬۲۲۰                        | ۲۰۱۸ |
| ۳۰   | اسلوونی                         | ۲۴٬۶۷۰                        | ۲۰۱۸ |
| ۳۱   | بحرین                           | ۲۱٬۸۹۰                        | ۲۰۱۸ |
| ۳۲   | پرتغال                          | ۲۱٬۶۸۰                        | ۲۰۱۸ |
| ۳۳   | عربستان سعودی                   | ۲۱٬۵۴۰                        | ۲۰۱۸ |
| —    | پورتوریکو (آمریکا)              | ۲۱٬۱۰۰                        | ۲۰۱۸ |
| ۳۴   | استونی                          | ۲۰٬۹۹۰                        | ۲۰۱۸ |
| ۳۵   | جمهوری چک                       | ۲۰٬۲۵۰                        | ۲۰۱۸ |
| ۳۶   | یونان                           | ۱۹٬۵۴۰                        | ۲۰۱۸ |
| ۳۷   | سنت کیتس و نویس                 | ۱۸٬۶۴۰                        | ۲۰۱۸ |
| ۳۸   | اسلواکی                         | ۱۸٬۳۳۰                        | ۲۰۱۸ |
| ۳۹   | لیتوانی                         | ۱۷٬۳۶۰                        | ۲۰۱۸ |
| ۴۰   | پالائو                          | ۱۶٬۹۱۰                        | ۲۰۱۸ |
| ۴۱   | لتونی                           | ۱۶٬۸۸۰                        | ۲۰۱۸ |
| ۴۲   | ترینیداد و توباگو               | ۱۶٬۲۴۰                        | ۲۰۱۸ |
| ۴۳   | آنتیگوآ و باربودا               | ۱۵٬۸۱۰                        | ۲۰۱۸ |
| ۴۴   | اروگوئه                         | ۱۵٬۶۵۰                        | ۲۰۱۸ |
| ۴۵   | سیشل                            | ۱۵٬۶۰۰                        | ۲۰۱۸ |
| ۴۶   | عمان                            | ۱۵٬۱۱۰                        | ۲۰۱۸ |
| ۴۷   | شیلی                            | ۱۴٬۶۷۰                        | ۲۰۱۸ |
| ۴۸   | مجارستان                        | ۱۴٬۵۹۰                        | ۲۰۱۸ |
| ۴۹   | پاناما                          | ۱۴٬۳۷۰                        | ۲۰۱۸ |
| ۵۰   | لهستان                          | ۱۴٬۱۵۰                        | ۲۰۱۸ |
| ۵۱   | کرواسی                          | ۱۳٬۸۳۰                        | ۲۰۱۸ |

### گروه درآمد متوسط رو به بالا
| رتبه | کشور                   | سرانه درآمد ناخالص ملی (دلار) | سال  |
| ---- | ---------------------- | ----------------------------- | ---- |
| ۵۲   | آرژانتین               | ۱۲٬۳۷۰                        | ۲۰۱۸ |
| ۵۳   | موریس                  | ۱۲٬۰۵۰                        | ۲۰۱۸ |
| ۵۴   | کاستاریکا              | ۱۱٬۵۱۰                        | ۲۰۱۸ |
| ۵۵   | رومانی                 | ۱۱٬۲۹۰                        | ۲۰۱۸ |
| ۵۶   | نائورو                 | ۱۱٬۲۴۰                        | ۲۰۱۸ |
| —    | جهان                   | ۱۱٬۱۰۱                        | ۲۰۱۸ |
| ۵۷   | مالزی                  | ۱۰٬۴۶۰                        | ۲۰۱۸ |
| ۵۸   | ترکیه                  | ۱۰٬۳۸۰                        | ۲۰۱۸ |
| ۵۹   | روسیه                  | ۱۰٬۲۳۰                        | ۲۰۱۸ |
| ۶۰   | گرنادا                 | ۹٬۷۸۰                         | ۲۰۱۸ |
| ۶۱   | چین                    | ۹٬۴۷۰                         | ۲۰۱۸ |
| ۶۲   | سنت لوسیا              | ۹٬۴۶۰                         | ۲۰۱۸ |
| ۶۳   | مالدیو                 | ۹٬۳۱۰                         | ۲۰۱۸ |
| ۶۴   | مکزیک                  | ۹٬۱۸۰                         | ۲۰۱۸ |
| ۶۵   | برزیل                  | ۹٬۱۴۰                         | ۲۰۱۸ |
| ۶۶   | بلغارستان              | ۸٬۸۶۰                         | ۲۰۱۸ |
| ۶۷   | مونته‌نگرو              | ۸٬۴۰۰                         | ۲۰۱۸ |
| ۶۸   | سنت وینسنت و گرنادین‌ها | ۷٬۹۴۰                         | ۲۰۱۸ |
| ۶۹   | قزاقستان               | ۷٬۸۳۰                         | ۲۰۱۸ |
| ۷۰   | بوتسوانا               | ۷٬۷۵۰                         | ۲۰۱۸ |
| ۷۱   | لبنان                  | ۷٬۶۹۰                         | ۲۰۱۸ |
| ۷۲   | جمهوری دومینیکن        | ۷٬۳۷۰                         | ۲۰۱۸ |
| ۷۳   | دومینیکا               | ۷٬۲۱۰                         | ۲۰۱۸ |
| ۷۴   | گینه استوایی           | ۷٬۰۵۰                         | ۲۰۱۸ |
| ۷۵   | گابن                   | ۶٬۸۰۰                         | ۲۰۱۸ |
| ۷۶   | ترکمنستان              | ۶٬۷۴۰                         | ۲۰۱۸ |
| ۷۷   | تایلند                 | ۶٬۶۱۰                         | ۲۰۱۸ |
| ۷۸   | پرو                    | ۶٬۵۳۰                         | ۲۰۱۸ |

| رتبه | کشور             | سرانه درآمد ناخالص ملی (دلار) | سال  |
| ---- | ---------------- | ----------------------------- | ---- |
| ۷۹   | صربستان          | ۶٬۳۹۰                         | ۲۰۱۸ |
| ۸۰   | لیبی             | ۶٬۳۳۰                         | ۲۰۱۸ |
| ۸۱   | کلمبیا           | ۶٬۱۹۰                         | ۲۰۱۸ |
| ۸۲   | اکوادور          | ۶٬۱۲۰                         | ۲۰۱۸ |
| ۸۳   | فیجی             | ۵٬۸۶۰                         | ۲۰۱۸ |
| ۸۴   | آفریقای جنوبی    | ۵٬۷۲۰                         | ۲۰۱۸ |
| ۸۵   | بوسنی و هرزگوین  | ۵٬۶۹۰                         | ۲۰۱۸ |
| ۸۶   | پاراگوئه         | ۵٬۶۸۰                         | ۲۰۱۸ |
| ۸۷   | بلاروس           | ۵٬۶۷۰                         | ۲۰۱۸ |
| ۸۸   | مقدونیه شمالی    | ۵٬۴۵۰                         | ۲۰۱۸ |
| ۸۹   | تووالو           | ۵٬۴۳۰                         | ۲۰۱۸ |
| ۹۰   | نامیبیا          | ۵٬۲۵۰                         | ۲۰۱۸ |
| ۹۱   | عراق             | ۵٬۰۳۰                         | ۲۰۱۸ |
| ۹۲   | سورینام          | ۴٬۹۹۰                         | ۲۰۱۸ |
| ۹۲   | جامائیکا         | ۴٬۹۹۰                         | ۲۰۱۸ |
| ۹۴   | آلبانی           | ۴٬۸۶۰                         | ۲۰۱۸ |
| ۹۵   | گویان            | ۴٬۷۶۰                         | ۲۰۱۸ |
| ۹۶   | جزایر مارشال     | ۴٬۷۴۰                         | ۲۰۱۸ |
| ۹۷   | بلیز             | ۴٬۷۲۰                         | ۲۰۱۸ |
| ۹۸   | گواتمالا         | ۴٬۴۱۰                         | ۲۰۱۸ |
| ۹۹   | تونگا            | ۴٬۳۰۰                         | ۲۰۱۸ |
| ۱۰۰  | کوزوو            | ۴٬۲۳۰                         | ۲۰۱۸ |
| ۱۰۰  | ارمنستان         | ۴٬۲۳۰                         | ۲۰۱۸ |
| ۱۰۲  | اردن             | ۴٬۲۱۰                         | ۲۰۱۸ |
| ۱۰۳  | ساموآ            | ۴٬۱۹۰                         | ۲۰۱۸ |
| ۱۰۴  | گرجستان          | ۴٬۱۳۰                         | ۲۰۱۸ |
| ۱۰۵  | سری‌لانکا         | ۴٬۰۶۰                         | ۲۰۱۸ |
| ۱۰۵  | الجزایر          | ۴٬۰۶۰                         | ۲۰۱۸ |
| ۱۰۷  | جمهوری آذربایجان | ۴٬۰۵۰                         | ۲۰۱۸ |

### گروه درآمد متوسط رو به پایین
| رتبه | کشور                  | سرانه درآمد ناخالص ملی (دلار) | سال  |
| ---- | --------------------- | ----------------------------- | ---- |
| ۱۰۸  | اسواتینی              | ۳٬۸۵۰                         | ۲۰۱۸ |
| ۱۰۹  | اندونزی               | ۳٬۸۴۰                         | ۲۰۱۸ |
| ۱۱۰  | فیلیپین               | ۳٬۸۳۰                         | ۲۰۱۸ |
| ۱۱۱  | السالوادور            | ۳٬۸۲۰                         | ۲۰۱۸ |
| ۱۱۲  | فلسطین                | ۳٬۷۱۰                         | ۲۰۱۸ |
| ۱۱۳  | مغولستان              | ۳٬۵۸۰                         | ۲۰۱۸ |
| ۱۱۳  | ایالات فدرال میکرونزی | ۳٬۵۸۰                         | ۲۰۱۸ |
| ۱۱۵  | تونس                  | ۳٬۵۰۰                         | ۲۰۱۸ |
| ۱۱۶  | کیپ ورد               | ۳٬۴۵۰                         | ۲۰۱۸ |
| ۱۱۷  | بولیوی                | ۳٬۳۷۰                         | ۲۰۱۸ |
| ۱۱۷  | آنگولا                | ۳٬۳۷۰                         | ۲۰۱۸ |
| ۱۱۹  | کیریباتی              | ۳٬۱۴۰                         | ۲۰۱۸ |
| ۱۲۰  | مراکش                 | ۳٬۰۹۰                         | ۲۰۱۸ |
| ۱۲۱  | بوتان (کشور)          | ۳٬۰۸۰                         | ۲۰۱۸ |
| ۱۲۲  | مولدووا               | ۲٬۹۹۰                         | ۲۰۱۸ |
| ۱۲۳  | وانواتو               | ۲٬۹۷۰                         | ۲۰۱۸ |
| ۱۲۴  | مصر                   | ۲٬۸۰۰                         | ۲۰۱۸ |
| ۱۲۵  | اوکراین               | ۲٬۶۶۰                         | ۲۰۱۸ |
| ۱۲۶  | پاپوآ گینه نو         | ۲٬۵۳۰                         | ۲۰۱۸ |
| ۱۲۷  | لائوس                 | ۲٬۴۶۰                         | ۲۰۱۸ |
| ۱۲۸  | ویتنام                | ۲٬۴۰۰                         | ۲۰۱۸ |
| ۱۲۹  | هندوراس               | ۲٬۳۳۰                         | ۲۰۱۸ |
| ۱۳۰  | جیبوتی                | ۲٬۱۸۰                         | ۲۰۱۸ |

| رتبه | کشور              | سرانه درآمد ناخالص ملی (دلار) | سال  |
| ---- | ----------------- | ----------------------------- | ---- |
| ۱۳۱  | غنا               | ۲٬۱۳۰                         | ۲۰۱۸ |
| ۱۳۲  | نیکاراگوئه        | ۲٬۰۳۰                         | ۲۰۱۸ |
| ۱۳۳  | ازبکستان          | ۲٬۰۲۰                         | ۲۰۱۸ |
| ۱۳۳  | هند               | ۲٬۰۲۰                         | ۲۰۱۸ |
| ۱۳۵  | جزایر سلیمان      | ۲٬۰۰۰                         | ۲۰۱۸ |
| ۱۳۶  | نیجریه            | ۱٬۹۶۰                         | ۲۰۱۸ |
| ۱۳۷  | سائوتومه و پرنسیپ | ۱٬۸۹۰                         | ۲۰۱۸ |
| ۱۳۸  | تیمور شرقی        | ۱٬۸۲۰                         | ۲۰۱۸ |
| ۱۳۹  | زیمبابوه          | ۱٬۷۹۰                         | ۲۰۱۸ |
| ۱۴۰  | بنگلادش           | ۱٬۷۵۰                         | ۲۰۱۸ |
| ۱۴۱  | جمهوری کنگو       | ۱٬۶۴۰                         | ۲۰۱۸ |
| ۱۴۲  | کنیا              | ۱٬۶۲۰                         | ۲۰۱۸ |
| ۱۴۳  | ساحل عاج          | ۱٬۶۱۰                         | ۲۰۱۸ |
| ۱۴۴  | پاکستان           | ۱٬۵۸۰                         | ۲۰۱۸ |
| ۱۴۵  | سودان             | ۱٬۵۶۰                         | ۲۰۱۸ |
| ۱۴۶  | کامرون            | ۱٬۴۴۰                         | ۲۰۱۸ |
| ۱۴۷  | زامبیا            | ۱٬۴۳۰                         | ۲۰۱۸ |
| ۱۴۸  | سنگال             | ۱٬۴۱۰                         | ۲۰۱۸ |
| ۱۴۹  | لسوتو             | ۱٬۳۸۰                         | ۲۰۱۸ |
| ۱۴۹  | کامبوج            | ۱٬۳۸۰                         | ۲۰۱۸ |
| ۱۵۱  | کومور             | ۱٬۳۲۰                         | ۲۰۱۸ |
| ۱۵۲  | میانمار           | ۱٬۳۱۰                         | ۲۰۱۸ |
| ۱۵۳  | قرقیزستان         | ۱٬۲۲۰                         | ۲۰۱۸ |
| ۱۵۴  | موریتانی          | ۱٬۱۹۰                         | ۲۰۱۸ |

### گروه کم‌درآمدها
| رتبه | کشور        | سرانه درآمد ناخالص ملی (دلار) | سال  |
| ---- | ----------- | ----------------------------- | ---- |
| ۱۵۵  | تانزانیا    | ۱٬۰۲۰                         | ۲۰۱۸ |
| ۱۵۶  | تاجیکستان   | ۱٬۰۱۰                         | ۲۰۱۸ |
| ۱۵۷  | یمن         | ۹۶۰                           | ۲۰۱۸ |
| ۱۵۷  | نپال        | ۹۶۰                           | ۲۰۱۸ |
| ۱۵۹  | بنین        | ۸۷۰                           | ۲۰۱۸ |
| ۱۶۰  | مالی        | ۸۳۰                           | ۲۰۱۸ |
| ۱۶۰  | گینه        | ۸۳۰                           | ۲۰۱۸ |
| ۱۶۲  | هائیتی      | ۸۰۰                           | ۲۰۱۸ |
| ۱۶۳  | اتیوپی      | ۷۹۰                           | ۲۰۱۸ |
| ۱۶۴  | رواندا      | ۷۸۰                           | ۲۰۱۸ |
| ۱۶۵  | گینه بیسائو | ۷۵۰                           | ۲۰۱۸ |
| ۱۶۶  | گامبیا      | ۷۰۰                           | ۲۰۱۸ |
| ۱۶۷  | چاد         | ۶۷۰                           | ۲۰۱۸ |

| رتبه | کشور                  | سرانه درآمد ناخالص ملی (دلار) | سال  |
| ---- | --------------------- | ----------------------------- | ---- |
| ۱۶۸  | بورکینافاسو           | ۶۶۰                           | ۲۰۱۸ |
| ۱۶۹  | توگو                  | ۶۵۰                           | ۲۰۱۸ |
| ۱۷۰  | اوگاندا               | ۶۲۰                           | ۲۰۱۸ |
| ۱۷۱  | لیبریا                | ۶۰۰                           | ۲۰۱۸ |
| ۱۷۲  | افغانستان             | ۵۵۰                           | ۲۰۱۸ |
| ۱۷۳  | سیرالئون              | ۵۰۰                           | ۲۰۱۸ |
| ۱۷۴  | جمهوری دموکراتیک کنگو | ۴۹۰                           | ۲۰۱۸ |
| ۱۷۵  | جمهوری آفریقای مرکزی  | ۴۸۰                           | ۲۰۱۸ |
| ۱۷۶  | موزامبیک              | ۴۴۰                           | ۲۰۱۸ |
| ۱۷۶  | ماداگاسکار            | ۴۴۰                           | ۲۰۱۸ |
| ۱۷۸  | نیجر                  | ۳۸۰                           | ۲۰۱۸ |
| ۱۷۹  | مالاوی                | ۳۶۰                           | ۲۰۱۸ |
| ۱۸۰  | بوروندی               | ۲۸۰                           | ۲۰۱۸ |

## کشورها و مناطق ناموجود در گزارش اخیر
| سال                              | کشور                               | سرانه درآمد ناخالص ملی (دلار) | منبع              |                   |
| اقتصادهای پردرآمد                | اقتصادهای پردرآمد                  | اقتصادهای پردرآمد             | اقتصادهای پردرآمد | اقتصادهای پردرآمد |
| -------------------------------- | ---------------------------------- | ----------------------------- | ----------------- | ----------------- |
| ۲۰۰۸                             | موناکو                             | ۱۸۶٬۷۱۰                       | [ ۲ ]             |                   |
| ۲۰۰۹                             | لیختن‌اشتاین                        | ۱۱۶٬۴۳۰                       | [ ۳ ]             |                   |
| ۲۰۱۳                             | برمودا (بریتانیا)                  | ۱۰۶٬۱۴۰                       | [ ۴ ]             |                   |
| ۲۰۱۶                             | جزیره من (بریتانیا)                | ۸۰٬۳۴۰                        | [ ۵ ]             |                   |
| ۲۰۰۷                             | جزایر مانش (بریتانیا)              | ۶۶٬۲۳۰                        | [ ۶ ]             |                   |
| ۲۰۱۷                             | ایسلند                             | ۶۰٬۷۴۰                        | [ ۷ ]             |                   |
| ۲۰۰۸                             | سان مارینو                         | ۵۲٬۱۴۰                        | [ ۸ ]             |                   |
| ۲۰۱۳                             | آندورا                             | ۴۳٬۲۷۰                        | [ ۹ ]             |                   |
| ۲۰۰۷                             | گرینلند (دانمارک)                  | ۳۴٬۸۰۰                        | [ ۱۰ ]            |                   |
| ۲۰۱۷                             | باهاما                             | ۳۰٬۲۱۰                        | [ ۱۱ ]            |                   |
| ۲۰۱۷                             | آروبا (هلند)                       | ۲۳٬۶۳۰                        | [ ۱۲ ]            |                   |
| ۲۰۱۷                             | کوراسائو (هلند)                    | ۱۹٬۰۷۰                        | [ ۱۳ ]            |                   |
| ۲۰۰۰                             | پلی‌نزی فرانسه (فرانسه)             | ۱۵٬۷۶۰                        | [ ۱۴ ]            |                   |
| ۲۰۱۷                             | باربادوس                           | ۱۵٬۲۴۰                        | [ ۱۵ ]            |                   |
| ۲۰۰۰                             | کالدونیای جدید (فرانسه)            | ۱۴٬۰۲۰                        | [ ۱۶ ]            |                   |
| —                                | جزایر ویرجین انگلستان (بریتانیا)   | —                             | [ ۱۷ ]            |                   |
| —                                | جزایر کیمن (بریتانیا)              | —                             | [ ۱۷ ]            |                   |
| —                                | جزایر فارو (دانمارک)               | —                             | [ ۱۷ ]            |                   |
| —                                | جبل طارق (بریتانیا)                | —                             | [ ۱۷ ]            |                   |
| —                                | گوآم (آمریکا)                      | —                             | [ ۱۷ ]            |                   |
| —                                | جزایر ماریانای شمالی (آمریکا)      | —                             | [ ۱۷ ]            |                   |
| —                                | سنت مارتین (فرانسه)                | —                             | [ ۱۷ ]            |                   |
| —                                | سنت مارتین (هلند)                  | —                             | [ ۱۷ ]            |                   |
| —                                | تایوان                             | —                             | [ ۱۷ ]            |                   |
| —                                | جزایر ویرجین ایالات متحده (آمریکا) | —                             | [ ۱۷ ]            |                   |
| اقتصادهای درآمد متوسط رو به بالا |                                    |                               |                   |                   |
| ۲۰۱۴                             | ونزوئلا                            | ۱۳٬۰۸۰                        | [ ۱۸ ]            |                   |
| ۲۰۱۵                             | کوبا                               | ۷٬۲۳۰                         | [ ۱۹ ]            |                   |
| ۲۰۱۷                             | ایران                              | ۵٬۴۷۰                         | [ ۲۰ ]            |                   |
| —                                | ساموای آمریکا (آمریکا)             | —                             | [ ۱۷ ]            |                   |
| اقتصادهای کم‌درآمد                |                                    |                               |                   |                   |
| ۲۰۰۷                             | سوریه                              | ۱٬۸۲۰                         | [ ۲۱ ]            |                   |
| ۲۰۱۱                             | اریتره                             | ۷۲۰                           | [ ۲۲ ]            |                   |
| ۲۰۱۶                             | سودان جنوبی                        | ۴۶۰                           | [ ۲۳ ]            |                   |
| —                                | کره شمالی                          | —                             | [ ۱۷ ]            |                   |
| —                                | سومالی                             | —                             | [ ۱۷ ]            |                   |